# Сондерс, Ребекка
Ребекка Сондерс (англ. Rebecca Saunders, род. 19 декабря 1967, Лондон) — британский композитор.

## Биография
Училась скрипке и композиции в Эдинбургском университете. По стипендии занималась у Вольфганга Рима в Высшей школе музыки Карлсруэ (1991—1994), в 1994—1997 — в Эдинбургском университете у Найджела Осборна. В 2005—2006 — приглашённый композитор в Концертхаусе Дортмунда, в 2009-2010 - в Саксонской государственной капелле Дрездена, в 2010 - на музыкальном фестивале в Хаддерсфилде.

## Признание
Лауреат нескольких премий, включая поощрительную премию Сименса (1996), премию Хиндемита (2003).

## Избранные произведения
- Mirror, mirror on the wall для фортепиано соло (1994)
- Molly’s Song 3 — Shades of Crimson для альта, гитары и альт-флейты (1995)
- Quartet для фортепиано, скрипки, контрабаса и аккордеона (1998)
- Albescere для 12 инструментов и 5 голосов (2001)
- Vermilion для кларнета, электрогитары и виолончели (2003)
- chroma для 14 исполнителей (2003)
- insideout, музыка для хореографической инсталляции Саши Вальц (2003)
- Choler для двух фортепиано (2004)
- Miniata для аккордеона, фортепиано, хора и оркестра (2004)
- Rubricate для струнных и органа (2005)
- Blue and Gray для двух контрабасов (2005)
- a visible trace для 11 солистов и дирижёра (2006)
- Soliloquy для 6 голосов a capella (2007)
- Company для солирующего голоса и ансамбля (2008)
- still для скрипки и симфонического оркестра (2011)